# Казан з Гундеструпа

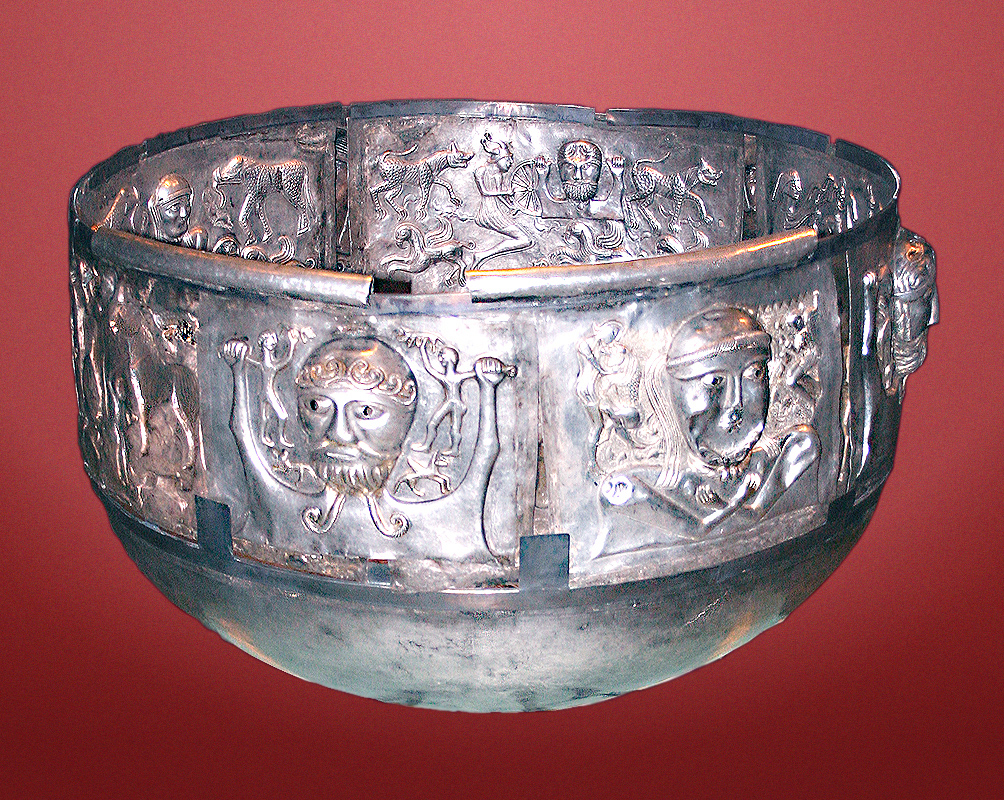
Казан з Гундеструпа

Казан з Гундеструпа — декорований срібний казан, що датується приблизно I ст. до н. е., належить до пізньої латенської культури. За своїми розмірами не має аналогів серед предметів зі срібла, що збереглися від Європи залізної доби.
Виявлений в 1891 р. в розібраному на пластини виді в торфовому болоті біля поселення Гундеструп в окрузі Орс провінції Хіммерланд в Данії (56°49′ пн. ш. 9°33′ сх. д. / 56.817° пн. ш. 9.550° сх. д.). Переданий на зберігання в Національний музей Данії.
Діаметр казана становить 69 см, висота — 42 см. Зображення на казані більш за все мають характер розповіді та ілюструють кельтський міф (можливо, про Кернунна).
Заслуговує на увагу зображення рогатих шоломів на пластинах казана. Такі елементи оздоблення у вигляді рогів були характерними для шоломів кельтської культури тих часів і серед фахівців іменуються антенами.

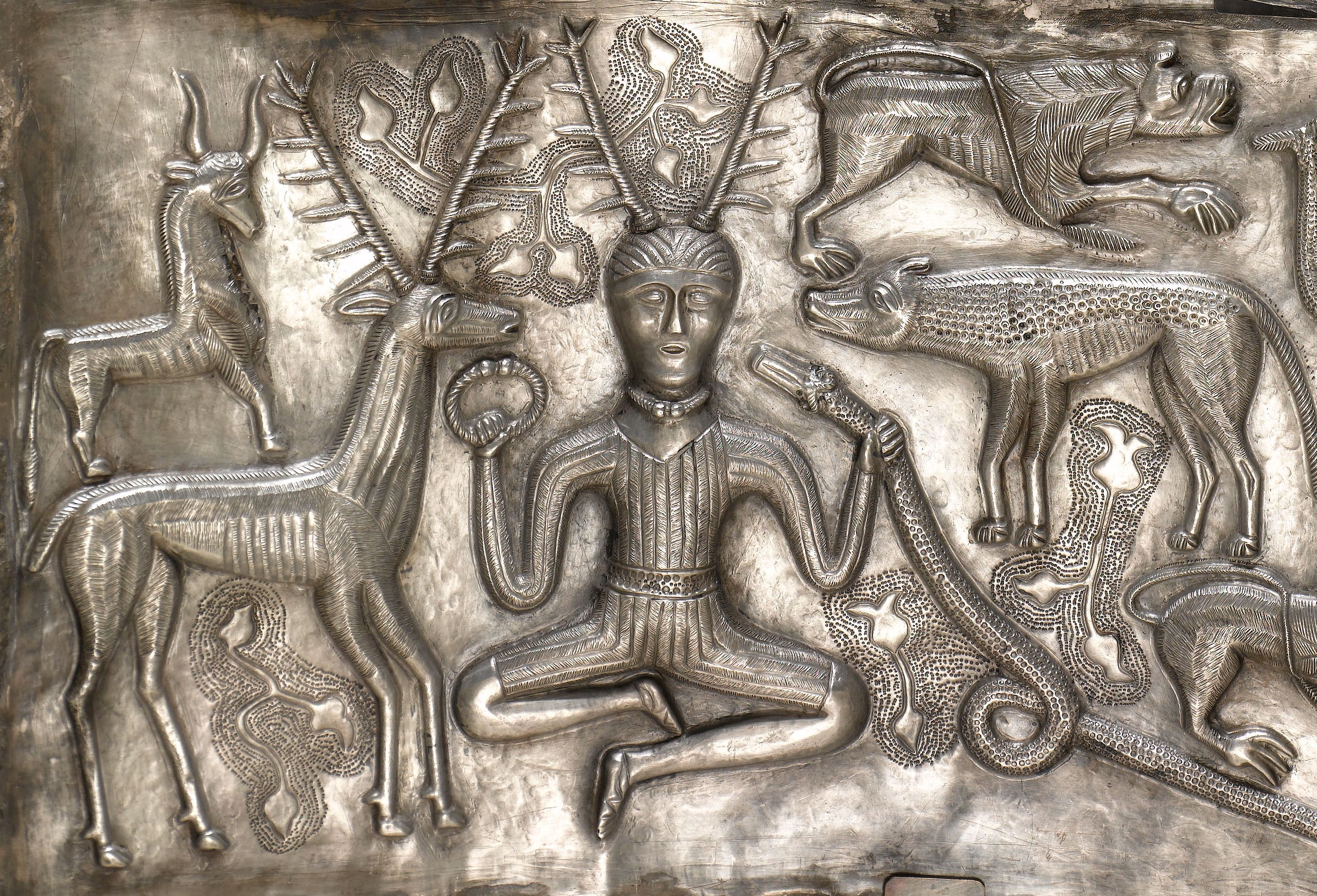
Пластина A: Кернунн, оточений звірами.
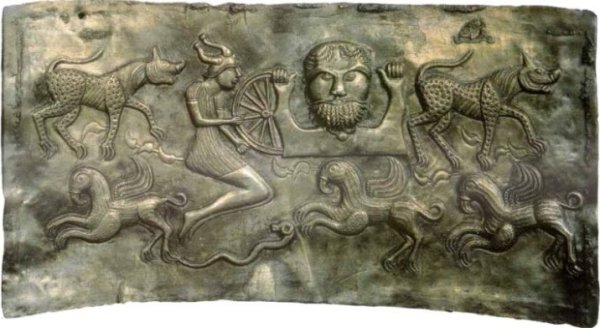
Пластина C: зломане колесо
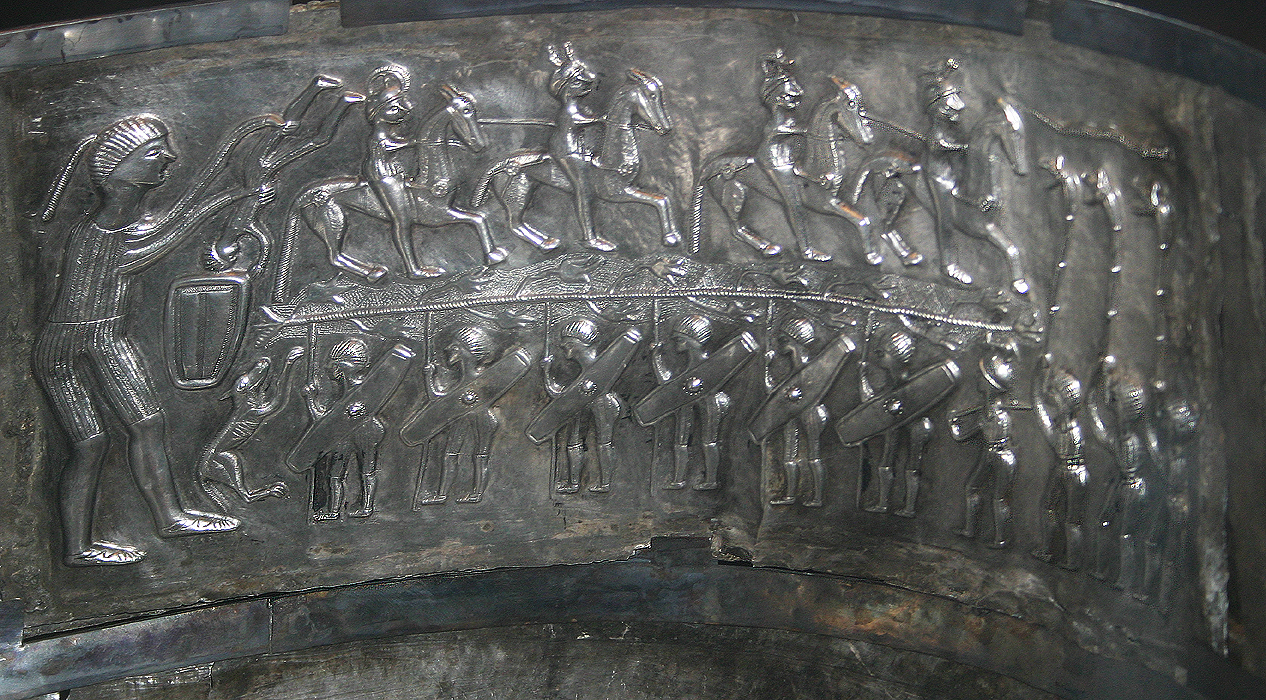
Пластина E: обряд ініціації